# Ud (instrument)
Ud je arapski trzalački žičani glazbeni instrument kruškolika oblika s kratkim vratom, ima konkavno dno s ravnim poklopcem. To je izravni predak lutnje.
Naziv vjerojatno potječe od arapskog al'ud, što znači drvo, iako Eckhard Neubauer u nedavnom istraživanju pretpostavlja, da riječ potječe od perzijskog rud, tj. žica ili žičano glazbalo. Perzijska verzija poznata je pod imenom barbat. Ud je važan instrument orijentalne glazbe.
Ud i njemu bliske glazbene instrumente svirali su gotovi svi stari narodi s područja Mezopotamije i Bliskog istoka: Sumerani, Akađani, Perzijanci, Kurdi, Babilonci, Asirci, Armenci, Grci, Egipćani i Rimljani. Stari Egipćani su još prije 4000 godina svirali harfe, frule i dva domaća instrumenta: nej i ud.